# Doina Bardas
Doina Bardas es una deportista rumana que compitió en remo. Ganó una medalla en el Campeonato Mundial de Remo de 1974 y cuatro medallas en el Campeonato Europeo de Remo entre los años 1968 y 1971.

## Palmarés internacional
| Campeonato Mundial | Campeonato Mundial     | Campeonato Mundial | Campeonato Mundial       |
| Año                | Lugar                  | Medalla            | Prueba                   |
| ------------------ | ---------------------- | ------------------ | ------------------------ |
| 1974               | Lucerna (Suiza)        | Medalla de plata   | Cuatro scull con timonel |
| Campeonato Europeo |                        |                    |                          |
| Año                | Lugar                  | Medalla            | Prueba                   |
| 1968               | Berlín Oriental (RDA)  | Medalla de plata   | Ocho con timonel         |
| 1969               | Klagenfurt (Austria)   | Medalla de plata   | Cuatro scull con timonel |
| 1970               | Tata (Hungría)         | Medalla de bronce  | Ocho con timonel         |
| 1971               | Copenhague (Dinamarca) | Medalla de oro     | Cuatro scull con timonel |